# Enantiurodesmus clavatus
Enantiurodesmus clavatus är en mångfotingart som beskrevs av Filippo Silvestri 1898. Enantiurodesmus clavatus ingår i släktet Enantiurodesmus och familjen fingerdubbelfotingar. Inga underarter finns listade i Catalogue of Life.